# Balboana tibialis
Balboana tibialis är en insektsart som först beskrevs av Brunner von Wattenwyl 1895.  Balboana tibialis ingår i släktet Balboana och familjen vårtbitare. Inga underarter finns listade i Catalogue of Life.